# Lia Fáil
La Pedra de Tara o Lia Fáil (que en irlandés significa 'Pedra del Destí') és un menhir situat al pujol de Tara, al comtat de Meath, a Irlanda, que servia com a pedra de coronació per als Grans reis d'Irlanda fins a Muirchertach mac Muiredaig, cap a l'any 500 de.

## Origen mitològic
Segons la mitologia cèltica, la Lia Fáil la portaren a Irlanda en l'antiguitat les divinitats Tuatha Dé Danann, déus dels celtes irlandesos, que viatjaren per d'Escòcia des de les "Illes Nòrdiques" (que segons Seathrún Céitinn es refereix a Noruega, tot i que més probablement es refereix a les Òrcades), i aprengueren habilitats màgiques a les ciutats de Fáilias, Gorias, Murias i Finias, i se'n dugueren un gran tresor de cada ciutat: els llegendaris Quatre tresors d'Irlanda. La Lia Fáil és un d'aquests tresors, l'originari de Fáilias, d'on li prové el nom. Després, la denominaren "Pedra del Destí" (en llatí, Saxum fatale).

## Poders mitològics
També segons la mitologia, la Pedra de Tara té poders paranormals: la llegenda diu que quan el legítim Gran rei d'Irlanda hi posa el peu al damunt, la pedra rugeix satisfeta. També es diu que la pedra té el poder de rejovenir el rei i atorgar-li un llarg mandat. El Cicle d'Ulster narra que l'heroi Cú Chulainn la va partir en dos amb l'espasa quan la pedra no va rugir sota el peu del seu protegit, Lugaid Riab nDerg, i des de llavors només va rugir davant Conn Cétchathach i Brian Boru.

## Inis Fáil
A partir del nom d'aquesta pedra els Dé Danann anomenaren metonímicament Irlanda Inis Fáil (en gaèlic irlandès inis significa 'illa'), per això Fáil esdevingué un segon nom per a Irlanda. Lia Fáil, doncs, també pot traduir-se com Pedra d'Irlanda, i Inisfail apareix com a sinònim d'Erin en la poesia romàntica i nacionalista irlandesa del s. XIX i primeria del XX.
L'expressió Fianna Fáil ('guerrers d'Irlanda', també traduïda com a 'guerrers del destí') apareix com a denominació dels Voluntaris Irlandesos, en el primer vers de l'himne d'Irlanda, i en el nom del partit polític Fianna Fáil, al qual pertany l'actual Taoiseach, Brian Cowen.

## Vandalisme
El menhir ha estat agredit en dues ocasions. La primera al juny de 2012 quan el colpejaren amb un martell en onze llocs diferents, i això va arrencar alguns fragments de la pedra que no es recuperaren. La segona bretolada va ser descoberta el 29 de maig de 2014, en què cobriren la roca amb pintura negra en quasi un terç de la superfície.